# Monumento conmemorativo a la emancipación
El Monumento conmemorativo a la emancipación (en inglés Emancipation Memorial), también conocido como el Monumento conmemorativo de Freedman o el Grupo de la Emancipación, es un monumento en Lincoln Park en el vecindario de Capitol Hill en Washington D. C. Era conocido como "Lincoln Memorial" por cuenta de su ubicación antes de que se dedicara el actual monumento en 1922.
Diseñado y esculpido por Thomas Ball y erigido en 1876, representa a Abraham Lincoln sosteniendo una copia de su Proclamación de Emancipación liberando a un esclavo afroamericano siguiendo el modelo de Archer Alexander. El exesclavo está arrodillado, a punto de levantarse, con un puño cerrado, sin camisa y con los grilletes rotos a los pies del presidente.
La estatua del fue financiada con los salarios de los esclavos liberados. Originalmente esta miraba hacia el Capitolio, pero se giró hacia el este en 1974 para mirar hacia el Mary McLeod Bethune Memorial recién erigido.
La estatua es un monumento que contribuye a los Monumentos de la Guerra Civil en Washington D. C. en el Registro Nacional de Lugares Históricos.

## Contexto

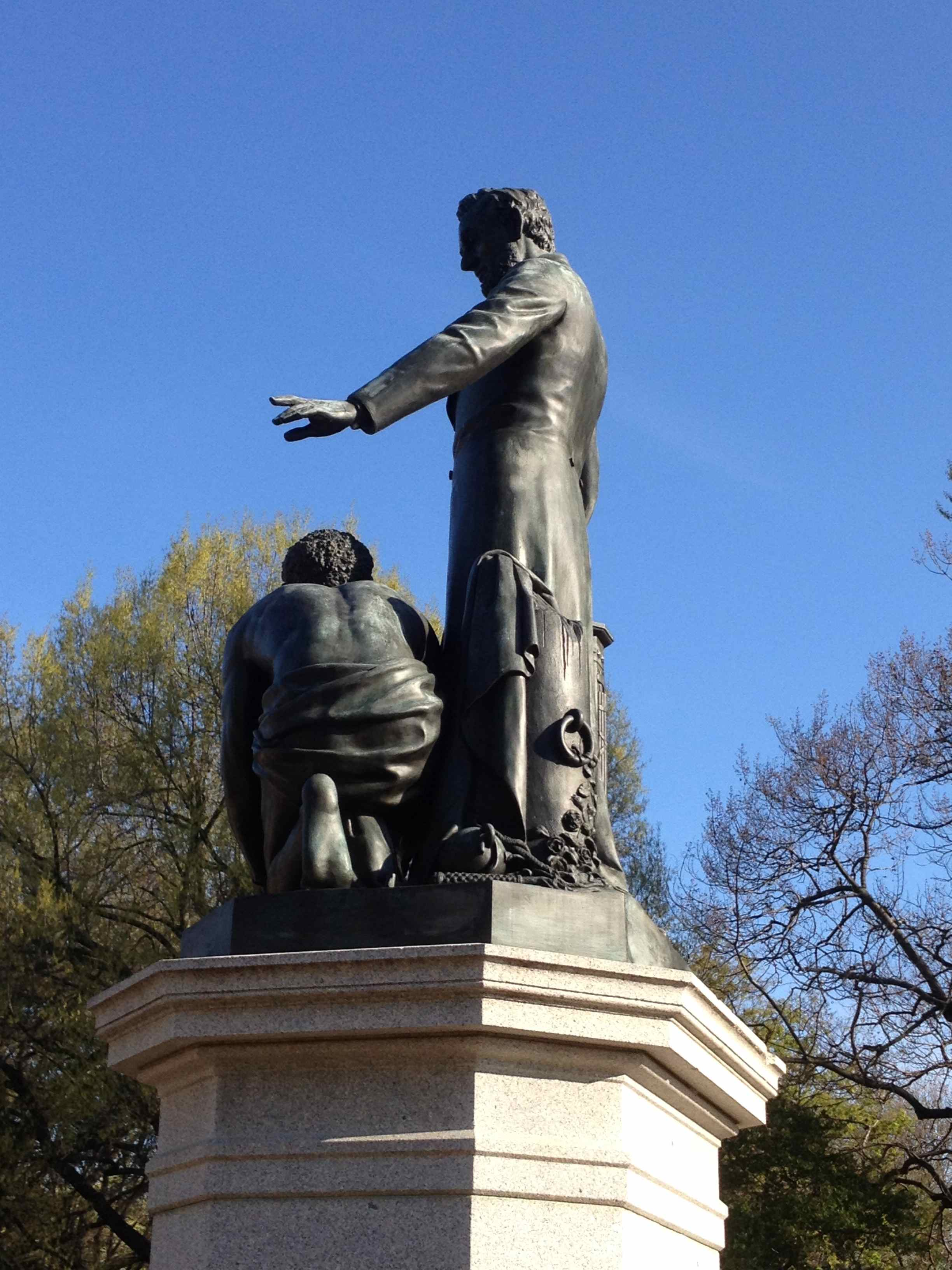
El Memorial de la Emancipación en 2014

La campaña de financiación para el monumento comenzó, según relatos periodísticos muy publicitados de la época, con 5 dólares donados por la exesclava Charlotte Scott de Virginia, que entonces residía con la familia de su antiguo amo en Marietta, Ohio, con el fin de crear un memorial en honor a Lincoln. La Comisión Sanitaria Occidental, una agencia voluntaria de socorro de guerra con sede en St. Louis, se unió al esfuerzo y recaudó unos 20 000 dólares antes de anunciar una nueva meta de 50 000 dólares.
Otro grupo que intentó recaudar fondos para el monumento en 1865 fue la Asociación Nacional del Monumento a Lincoln. Se consideró brevemente fusionar los fondos originales con la Asociación Nacional del Monumento a Lincoln, pero esa misión pronto fracasó debido a visiones contradictorias.
Según el Servicio de Parques Nacionales, el monumento fue pagado únicamente por antiguos esclavos:

La campaña para el Monumento Conmemorativo de los Libertos a Abraham Lincoln, como se conocería, no fue el único esfuerzo de la época para construir un monumento a Lincoln; sin embargo, como el único que solicitaba contribuciones exclusivamente de aquellos que se habían beneficiado más directamente del acto de emancipación de Lincoln, tenía un atractivo especial... Los fondos se recolectaron únicamente de esclavos liberados (principalmente de veteranos de la Unión Afroamericana)...

La política turbulenta de la era de la reconstrucción afectó la campaña de recaudación de fondos en muchos niveles. La Asociación de Monumentos Educativos de Personas de Color, encabezada por Henry Highland Garnet, quería que el monumento tuviera un propósito didáctico como escuela, donde los libertos pudieran elevarse a través del aprendizaje. Frederick Douglass no estuvo de acuerdo y pensó que el objetivo de la educación era inconmensurable con el de recordar a Lincoln.

## Diseño y construcción

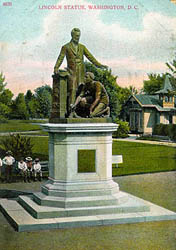
Una postal con el título "Estatua de Lincoln" representa el Monumento a la Emancipación alrededor de 1900.

Harriet Hosmer propuso un monumento más grandioso que el sugerido por Thomas Ball. Su diseño, que en última instancia se consideró demasiado costoso, planteó a Lincoln sobre un pilar central alto flanqueado por pilares más pequeños rematados con soldados negros de la Guerra Civil y otras figuras.
Ball era conocido por varias obras cuando, en 1865, bajo su primera influencia de la noticia del asesinato de Lincoln, concibió y completó individualmente una obra original de tamaño medio en mármol italiano. Cuando finalmente se eligió el diseño de Ball, por orden de la Freedman's Memorial Association, este diseño, con ciertos cambios, iba a "ampliarse" a unos 2,7 m de altura, como el grupo final de "Emancipación" en Lincoln Park en 1876.
En lugar de usar un gorro de la libertad, el esclavo en el monumento revisado se representa con la cabeza descubierta y el cabello muy rizado. El rostro fue reesculpido para parecerse a Archer Alexander, un antiguo esclavo, cuya historia de vida fue popularizada por una biografía escrita por William Greenleaf Eliot.
En el diseño final, como en el diseño original de Ball, Lincoln sostiene una copia de la Proclamación de Emancipación en su mano derecha. El documento descansa sobre un pedestal con símbolos patrióticos, incluido el perfil de George Washington, las fasces de la república estadounidense y un escudo adornado con las barras y estrellas. El pedestal reemplaza la pila de libros en el diseño original de Ball. Detrás de las dos figuras hay un poste de flagelación cubierto con una tela. Una enredadera crece alrededor de la picota y alrededor del anillo donde se aseguró la cadena.
El monumento se fundió en Múnich en 1875 y se envió a Washington al año siguiente. El Congreso aceptó la estatua como un regalo de los "ciudadanos de color de los Estados Unidos" y asignó 3000 dólares para un pedestal sobre el cual descansaría. La estatua fue erigida en Lincoln Park, donde aún se encuentra.

Una placa en el monumento lo nombra como "Freedom's Memorial en memoria agradecida de Abraham Lincoln" y dice:
Este monumento fue erigido por la Comisión Sanitaria Occidental de San Luis. Con fondos aportados únicamente por ciudadanos emancipados de los Estados Unidos declarados libres por su proclamación el 1 de enero de 1863. La primera contribución de cinco dólares la hizo Charlotte Scott. Una liberta de Virginia siendo sus primeros ingresos en libertad y consagrada por su sugerencia y petición el día que se enteró de la muerte del presidente Lincoln para construir un monumento a su memoria

## Dedicación
Frederick Douglass habló como orador principal en el servicio de dedicación el 14 de abril de 1876, el undécimo aniversario de la muerte de Lincoln. El presidente Ulysses S. Grant asistió al servicio con miembros de su gabinete, el Congreso y la Corte Suprema. Una procesión precedió al servicio, donde asistió el decano de la facultad de derecho de la Universidad Howard, John Mercer Langston. La dedicación fue declarada feriado federal.
Douglass explicó que el legado de Lincoln fue complejo. "La verdad me obliga a admitir, incluso aquí, en presencia del monumento que hemos erigido en su memoria. Abraham Lincoln no fue, en el más amplio sentido de la palabra, ni nuestro hombre ni nuestro modelo. En sus intereses, en sus asociaciones, en sus hábitos de pensamiento y en sus prejuicios, era un hombre blanco". Señaló que Lincoln estaba más motivado para salvar la unión que para liberar a los esclavos, y le dijo al New York Tribune: "Si pudiera salvar la unión sin liberar a ningún esclavo, lo haría; y si pudiera salvarla liberando a todos los esclavos esclavos, lo haría; y si pudiera salvarlo liberando a unos y dejando a otros en paz, también lo haría". Douglass dijo que Lincoln "extrañamente nos dijo que nosotros éramos la causa de la guerra"; en 1862, Lincoln les había dicho a los líderes afroamericanos que visitaban la Casa Blanca: "Si no fuera por su presencia entre nosotros, no habría guerra". Douglass tenía muchas quejas sobre el trato de Lincoln a los afroamericanos dispuestos a luchar en la guerra y que realmente luchaban en ella. Pero al final, juzgó a Lincoln por su logro más que por su motivación, diciendo: "Fue suficiente para nosotros que Abraham Lincoln estuviera a la cabeza de un gran movimiento, y simpatizara viva y sinceramente con ese movimiento".
Después de pronunciar el discurso, Frederick Douglass inmediatamente escribió una carta al editor del periódico National Republican en Washington, que se publicó cinco días después, el 19 de abril de 1876. En su carta, Douglass criticó el diseño de la estatua y sugirió que el parque podría mejorarse con monumentos más dignos de personas negras libres. “El negro aquí, aunque se levanta, todavía está de rodillas y desnudo”, escribió Douglass. “Lo que quiero ver antes de morir es un monumento que represente al negro, no recostado sobre sus rodillas como un animal de cuatro patas, sino erguido sobre sus pies como un hombre”.

## Crítica
Rodney Young de la Universidad Americana escribió que:

Si hay un monumento a la esclavitud cuyos orígenes son muy políticos, ese es el memorial de Freedman. El proceso de desarrollo de este monumento comenzó inmediatamente después del asesinato de Abraham Lincoln y terminó, muy apropiadamente, cerca del final de la Reconstrucción en 1876. De muchas maneras, ejemplificó y reflejó las esperanzas, los sueños, los esfuerzos y los fracasos finales de la reconstrucción.

El monumento ha sido criticado por su carácter paternalista y por no hacer justicia al papel que jugaron los afroamericanos en su propia liberación. Si bien los fondos para el monumento se recaudaron de antiguos esclavos, un artista blanco concibió el diseño original. Un diseño alternativo que mostraba a Lincoln con soldados negros uniformados de la Unión fue rechazado por ser demasiado caro. Según el historiador Kirk Savage, un testigo de la dedicación del monumento registró que Frederick Douglass dijo que la estatua "mostraba al negro de rodillas cuando una actitud más varonil habría sido indicativa de libertad". En una carta recientemente descubierta de Douglass que apareció en el National Republican cinco días después de la dedicación, dijo que el monumento no decía "toda la verdad de ningún tema que pudiera estar diseñado para ilustrar". Douglass también dice que Abraham Lincoln rompe las cadenas del esclavo en este monumento, sin embargo, el otorgamiento de su ciudadanía a los Estados Unidos no está representado en este monumento".

Lo que quiero ver antes de morir es un monumento que represente al negro, no acostado sobre sus rodillas como un animal de cuatro patas, sino erguido sobre sus pies como un hombre. Hay espacio en el parque Lincoln para otro monumento, y descarto esta sugerencia hasta el final para que pueda ser retomada y puesta en práctica.

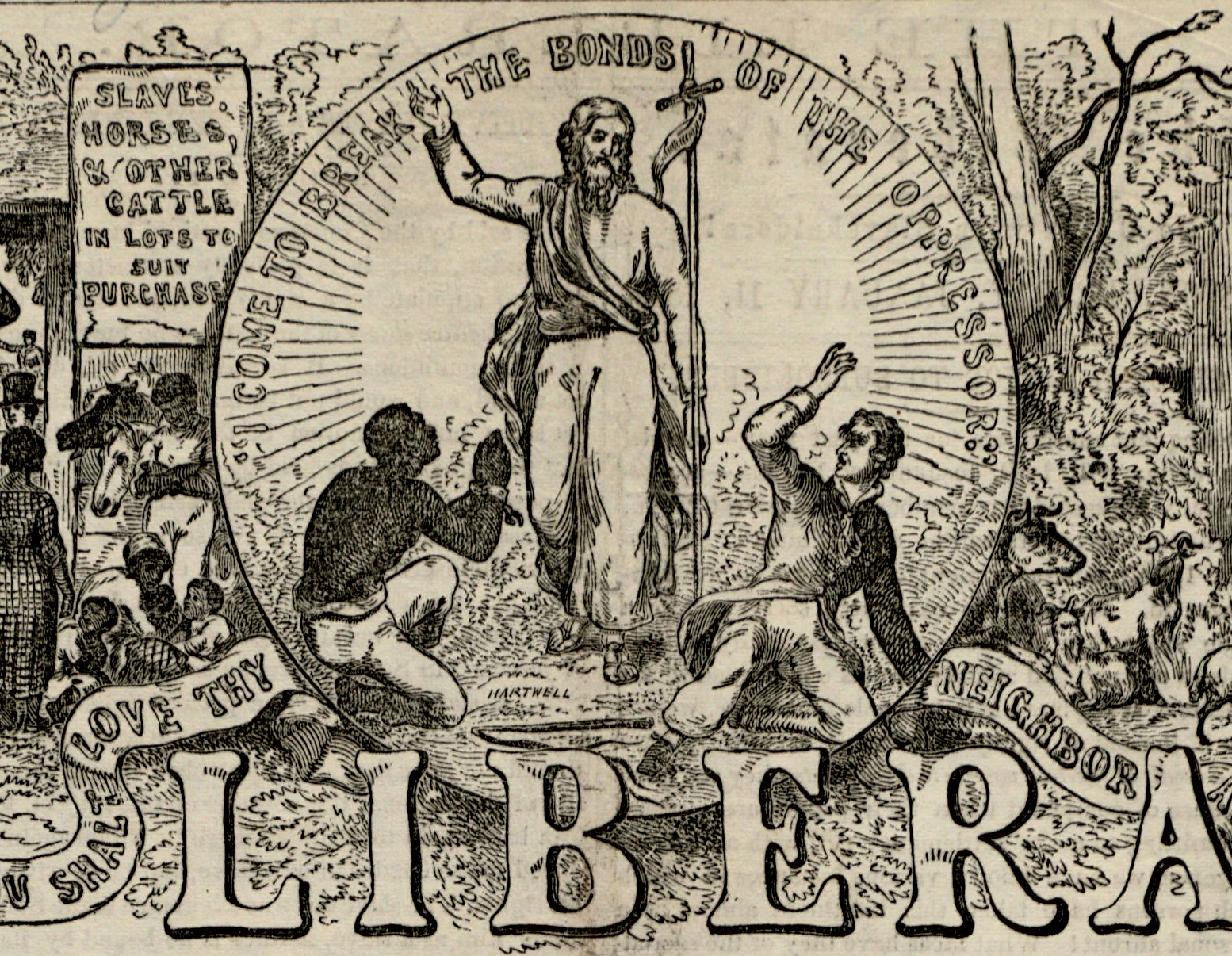
Detalle de la cabecera de The Liberator

Jonathan White y Scott Sandage, dos historiadores que redescubrieron la carta, detallaron sus hallazgos en la revista Smithsonian Magazine en junio de 2020. Vieron en él "una solución al estancamiento actual" sobre el Memorial de la Emancipación. Dado que ninguna estatua podía brindar toda la verdad, sugirieron enriquecer el grupo conmemorativo agregando estatuas de Charlotte Scott, cuya contribución inició el proceso, y de Frederick Douglass, quien dedicó el monumento original, para crear un nuevo "Grupo de Emancipación", como el a veces se llamaba monumento. El biógrafo de Lincoln, Sidney Blumenthal, señaló que el esclavo arrodillado era un motivo abolicionista generalizado, que aparecía en la cabecera del periódico abolicionista de William Lloyd Garrison, The Liberator.

### Protestas de 2020
El 23 de junio de 2020, la delegada de DC, Eleanor Holmes Norton, anunció planes para introducir una legislación para eliminar el monumento. Ese mismo día, los manifestantes en el lugar prometieron desmantelar la estatua el jueves 25 de junio a las siete de la tarde. Se instaló una cerca de barrera alrededor del monumento para protegerlo del vandalismo, que luego se eliminó. Norton volvió a presentar su proyecto de ley el 18 de febrero de 2021.

## Otras versiones

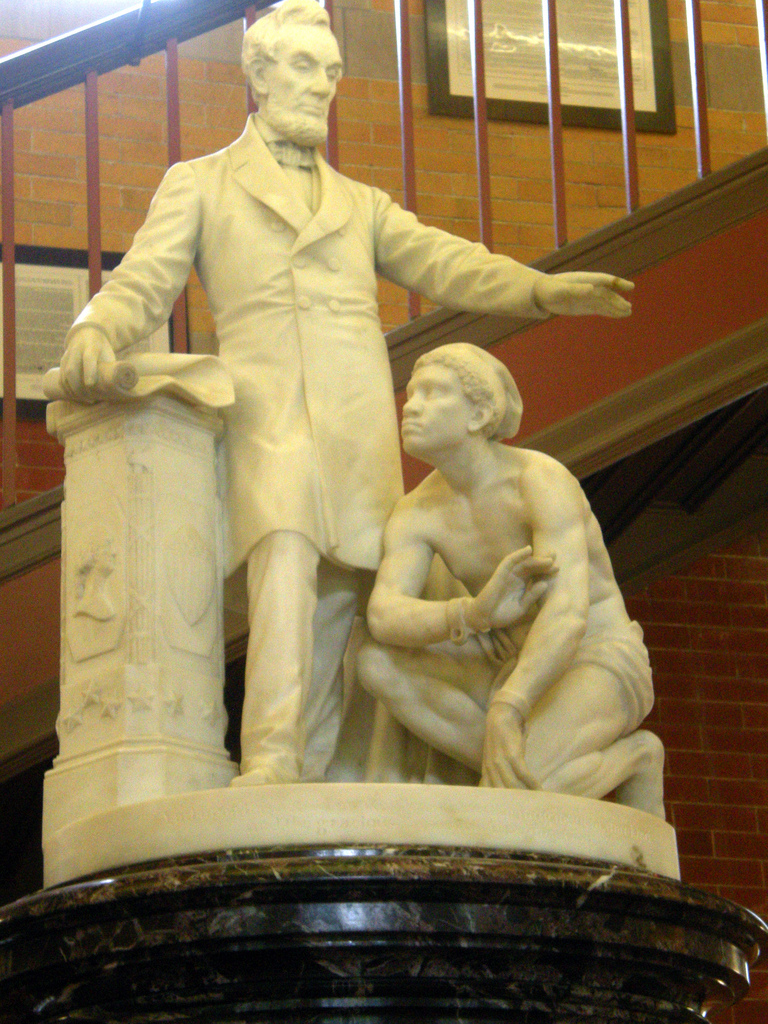
Esta pequeña versión de demostración temprana de Ball fue comprada por Edward Francis Searles. Ahora se encuentra en el atrio del Ayuntamiento de Methuen.

En 1879, Moses Kimball, para quien Ball había trabajado en el Museo de Boston, donó una copia de la estatua a Boston. Estaba ubicado en Park Square. En julio de 2020, la Comisión de Arte de Boston votó para retirar la estatua después de realizar un debate público sobre el significado de la estatua. La estatua hizo que muchos se sintieran incómodos y muchos sintieron que carecía de una narrativa adecuada para el trauma que representa. No se ha decidido el estado futuro de esta estatua, pero fue retirada del parque de Boston el 29 de diciembre de 2020.
El Museo de Arte Chazen, ubicado en el campus de la Universidad de Wisconsin-Madison, recibió una versión de la estatua en mármol blanco del Dr. Warren E. Gilson en 1976.